# Ronny Kretschmer
Ronny Kretschmer (* 23. Juni 1975 in Neuruppin, DDR) ist ein deutscher Politiker (PDS, Die Linke). Er war von 2019 bis 2024 Abgeordneter im Landtag Brandenburg. 

## Leben
Ronny Kretschmer wuchs in Wildberg auf und legte 1995 die Abiturprüfung ab. Nach dem Zivildienst absolvierte er bis 1999 eine Ausbildung zum Krankenpfleger und engagierte sich im Betriebsrat bei den Ruppiner Kliniken. Von 2014 bis 2020 war er Landesschatzmeister der Linken.
Kretschmer ist verheiratet und hat zwei Kinder.

## Politik
Kretschmer trat 1993 in die PDS ein. Von 1999 bis 2009 amtierte er als Vorsitzender des Stadtverbandes Neuruppin seiner Partei, dann von 2009 bis 2015 als Vorsitzender im Kreisverband Ostprignitz-Ruppin. Seit 2003 ist er in der Stadtverordnetenversammlung von Neuruppin. Er gehört dem Kreistag des Landkreises Ostprignitz-Ruppin an. Bei der Landtagswahl in Brandenburg 2019 erhielt er ein Mandat im Landtag Brandenburg. Bei der Landtagswahl 2024 zog Die Linke nicht mehr in den Landtag ein; Kretschmer schied somit aus dem Landtag aus.